# Chartreuse de Jurklošter
La chartreuse du Val-Saint-Maurice de Geirach ou de Jurklošter est un ancien monastère chartreux, située à Jurklošter (en), municipalité de Laško, dans l'est de la Slovénie, dans la région traditionnellement de Styrie.

## Histoire

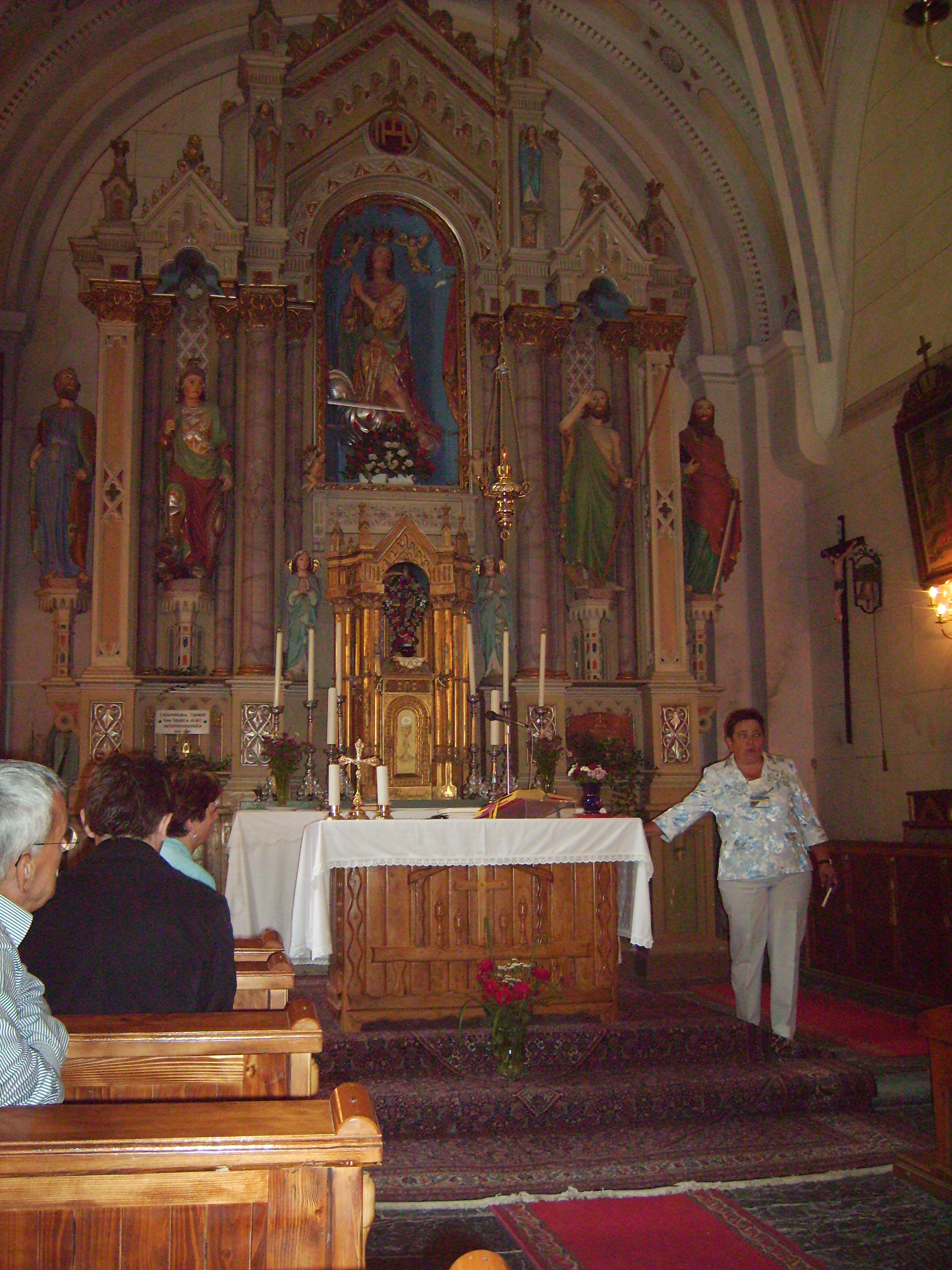
Église paroissiale Saint-Maurice

La chartreuse du Val-Saint-Maurice de Geirach est fondée vers 1169 par Heinrich I (de), évêque de Gurk, mais périclite vite, au point qu’en 1189 le bienheureux Odon, prieur, après avoir informé la Maison-mère de la situation, n'hésite pas à aller à Rome pour offrir sa démission au Pape. En 1190, les chartreux sont remplacés par des Chanoines réguliers de saint Augustin, qui ne réussirent pas mieux.
En 1209, le duc Léopold d’Autriche la rend aux chartreux. Il est considéré comme le second fondateur de cette chartreuse.
Au XVe siècle, elle souffre des razzias turques.
Au XVIe siècle, la communauté est composée de quatorze religieux de chœur et de six frères lais et commence à décliner. La Réforme protestante aggrave la situation : plus de recrutement local, pas de religieux pour y être envoyés. En 1564, l’archiduc la confie à des commendataires (1564-1591). En 1591, la maison est unie aux jésuites de Graz ; ils la gardent jusqu’en 1773, date de la suppression de leur ordre.
Veronika de Desenice est enterrée dans la chartreuse.
L'église de la chartreuse, avec son clocher octogonal couvert d'ardoises, subsiste encore et sert au culte pour le village. On voit sur le maître-autel la statue de la Sainte Vierge au centre, celle de Saint Jean-Baptiste à droite et celle de Saint Maurice à gauche.

## Prieurs et moines notables
Le prieur est le supérieur d'une chartreuse, élu par ses comprofès ou désigné par les supérieurs majeurs. 
- ~1189 : Odon de Novare, prieur.
- ~1328 : Pierre, prieur après avoir gouverné celle de Žiče
- 1442-1451 et 1467-1490 : Nicolas Kempf, deux fois prieur[2].
- Syferidus Swevus, auteur de poésies latines, seconde moitié du XIIIe siècle[note 2].